# François-Noël Gilly
Pour les articles homonymes, voir Gilly.
François-Noël Gilly, né le 1er mai 1955, est un cancérologue chirurgien viscéral français et président de l'université Claude Bernard Lyon 1 du 6 mars 2012, au 8 mars 2016.

## Biographie
Professeur des universités – praticien hospitalier, François-Noël Gilly est doyen de l'UFR de médecine et de maïeutique Lyon Sud Charles-Mérieux de 1999 à 2012, Président du CCEM de 2006 à 2016, avant d'être président de l'université Claude Bernard Lyon 1 de mars 2012 à mars 2016.
Il est l'auteur de plus de 250 contributions scientifiques (ouvrages, articles publiés dans des revues internationales à comité de lecture...) et a notamment réalisé le premier essai de thérapie génique en cancérologie digestive en 1997 et mis au point, développé et diffusé la chimiohyperthermie intrapéritonéale (en réalisant la première en Europe en novembre 1989) dans le traitement des carcinoses et des tumeurs rares du péritoine. Directeur de l'équipe mixte de recherche EMR 3738 (Université Claude Bernard, Hospices Civils de Lyon et Université Jean Monnet) depuis 2003, il dirige le Réseau National des Tumeurs Rares du Péritoine (RENAPE).

## Distinctions
François-Noël Gilly est commandeur des Palmes académiques. Il a été fait chevalier de la Légion d'honneur le 1er janvier 2011 et décoré le 16 mars 2012 à Lyon par Alain Mérieux et Gérard Collomb. Il a reçu de nombreux prix scientifiques (prix A. Poncet, prix P. Mathieu, Award Washington Cancer Center).
Il est également titulaire d'une médaille d'argent du service de santé des armées.

## Ouvrages
- François-Noël Gilly, Éthique et génétique : la bioéthique en questions, Paris, Ellipses Marketing, 2001, 128 p. (ISBN 2-7298-0534-6)
- François-Noël Gilly, Dominique Elias et Olivier Glehen, Carcinoses péritonéales d'origine digestive et primitive, Arnette Blackwell, 2008, 168 p. (ISBN 978-2-7184-1185-9 et 2-7184-1185-6)
- François-Noël Gilly et Julien Guiol, ECN : synthèses des consensus et des textes officiels, Vernazobres-Grego, 2010, 366 p. (ISBN 978-2-8183-0044-2 et 2-8183-0044-4)
- François-Noël Gilly, Antarctique : le rêve va mal finir, Editions Edilivre, 2018, 110 p.
- François-Noël Gilly et Alain Coudert, Un Océan de passion, Editions du Pen Duick, Préface de Marc Pajot, 1983, 193 p.
- François-Noël Gilly, Le médecin de papier, Editions Maritimes et Outremer, 1984, 180 p.
- François-Noël Gilly, Soigner avant le médecin, Editions Jean Claude Lattès, 1985, 200 p.
- François-Noël Gilly, Dictionnaire des îles (France et Outre-Mer), Ed L'Harmattan, 2025, 247 p.